# Albert Bouinais
Albert Marie Aristide Bouinais (Rennes, 2 mars 1851-Arcachon, 12 octobre 1895) est un officier et orientaliste français. 

## Biographie
Il participe à la Guerre de 1870 et entre à Saint-Cyr en 1872. Il choisit l'infanterie de marine et sert en Guyane et en Guadeloupe avant d'être envoyé en Indochine (1883). 
Représentant du ministère de la Marine dans la commission de délimitation des frontières sino-annamites (1885-1886), il collabore avec Paul Néis mais leurs travaux sont arrêtés par des vandales chinois. 
Lieutenant-colonel, il participe en 1887, à des négociations en compagnie du gouverneur Ernest Constans avec les autorités chinoises puis accompagne une délégation française à Pékin. Malade, il rentre en France en 1891 et meurt à Arcachon en 1895.

## Livres
- Le royaume du Cambodge, Revue maritime et coloniale, 1884
- La Cochinchine contemporaine, 1884
- avec A. Paulus, L'Indo-Chine française contemporaine (Cochinchine - Cambodge - Tonkin - Annam), 2 tomes, Challamel Ainé, éditeur, Paris, 1885
- La France en Indochine, 1887
- De Hanoï à Pékin. Notes sur la Chine, 1892
- Le culte des morts dans le Céleste Empire et l'Annam comparé au culte des morts dans l'antiquité occidentale, préface de Camille Imbault-Huart, 1893